# (11963) Ignace
(11963) Ignace (1994 PO16) – planetoida z pasa głównego asteroid okrążająca Słońce w ciągu 4,6 lat w średniej odległości 2,77 j.a. Odkryta 10 sierpnia 1994 roku.